# Адольф Шаумбург-Липпский
Адольф Вильгельм Виктор Шаумбург-Липпский (нем. Adolf Wilhelm Viktor zu Schaumburg-Lippe; 20 июля 1859 — 9 июля 1916) — принц Шаумбург-Липпский, регент княжества Липпе в 1895—1897 годах. Генерал кавалерии прусской армии.

## Биография
Адольф — четвёртый ребёнок в семье Адольфа I Георга (1817—1893) и принцессы Гермины Вальдек-Пирмонтской (1827—1910).
После смерти князя Вольдемара Липпского 20 марта 1895 года принц Адольф был назначен регентом при принце Александре Шаумбург-Липпском, страдавшем психическим заболеванием. Правил княжеством в качестве регента до 1897 года, затем его сменил граф Эрнст Липпе-Бистерфельдский.

## Брак
Принц Адольф женился 19 ноября 1890 года в Берлине на принцессе Виктории Прусской. Она была дочерью германского императора Фридриха III. На свадьбе присутствовали император Вильгельм II вместе со своей супругой Августой Викторией Шлезвиг-Гольштейнской и мать Виктории, вдовствующая императрица Виктория. После церемонии бракосочетания состоялся банкет, на котором император Вильгельм заверил молодожёнов о «своем покровительстве и дружественной помощи».
Брак был бездетным, хотя у принцессы Виктории был выкидыш в первые месяцы брака.